# Maho Girls PreCure!
Maho Girls PreCure! (魔法つかいプリキュア Mahou Tsukai Purikyua!) er en animeserie i 50 afsnit fra Toei Animation, der er den trettende serie i Izumi Todos Pretty Cure-franchise. Serien bliver instrueret af Masato Mitsuka efter manuskript af Isao Murayama og med figurdesign af Emiko Miyamoto. Den blev sendt på ANN's tv-stationer fra 7. februar 2016, hvor den afløste den tolvte serie, Go! Princess PreCure, til 29. januar 2017, hvorefter den selv blev afløst af den fjortende serie, Kirakira PreCure a la Mode. Serien har magi, juveler og venskab som sine overordnede temaer.

## Plot
Mirai Asahina, en 13-årig pige der er interesseret i mange ting, tager sit teddybjørn Mofurun med for at undersøge en mystisk ting, der faldt ned fra himlen. Der møder hun en ung magiker ved navn Riko, der som leder efter noget, der kaldes for Linkle Stone Emerald. Da den onde Dokuroxys håndlangere kommer efter Linkle Stone Emerald, tager Mirai og Riko hinanden og Mofurun i hænderne og forvandler sig til de legendariske magikere Maho Girls PreCure for at kæmpe imod dem. Efterfølgende bliver Mirai elev på Skolen for magi sammen med Riko, hvor de må lære at bruge magi, samtidig med at de også må bekæmpe Dokuroxys håndlangere.

## Figurer

### Maho Girls PreCure!
Maho Girls PreCure (魔法のプリキュア Mahou no Purikyua) er legendariske magikere, der engang kæmpede mod Mørke Magikere, hver med utrolig stærk magi og med ting kaldet Linkle Stones (リンクルストーン Rinkuru Sutoon). Mirai og Riko har arvet de legendariske magikeres kræfter for at søge efter Emerald Linkle Stone. Alle magikere i Den magiske verden kan trylle med deres tryllestave ved at sige sætningen "Cure Up RaPaPa!" (キュアップ・ラパパ！ Kyuappu RaPaPa!). Mirai og Riko kan bruge kraften fra Linkle Stone til at forvandle sig til Pretty Cure ved at holde hånd med Mofurun og sige "Miracle Magical Jewelyre" (ミラクル・マジカル・ジュエリーレ Mirakuru Majikaru Jueriire) og kan udføre rensende angreb med Linkle Stick (リンクルステッキ Rinkuru Sutekki). Ved at bruge forskellige Linkle Stone kan de forvandle sig til fire forskellige stilarter; Diamond, Ruby, Sapphire og Topaz, der gør det muligt for dem at bruge forskellig slags magi. Ha-chan bruger Linkle Smarthon (リンクルスマホン Rinkuru Sumahon) og Linkle Stone Emerald, mens hun siger "Felice Fun Fun Flowerle" (フェリーチェ・ファンファン・フラワーレ Feriiche Fan Fan Furawaare), til at forvandle sig til Cure Felice og angriber med Flower Echo Wand (フラワーエコーワンド Furawaa Ekoo Wando). Senere giver Regnbuekareten (レインボーキャリッジ Reinboo Kyarijji) dem mulighed for at udføre endnu stærkere angreb og til at forvandle sig til stilarten Over The Rainbow/Alexandrite.
- Mirai Asahina (朝日奈 みらい Asahina Mirai) / Cure Miracle (キュアミラクル Kyua Mirakuru) - en energisk 13-årig pige der går i mellemskolen, og som bor i Tsunagi (津成木 Tsunagi) i det magikerne kalder for Verdenen uden magi (ナシマホウ界 Nashimahou Kai). Hun er en elskelig og energisk pige, der er interesseret i mange ting, især magikere og hekse. Hun har ikke nogen venner men tager sin teddybjørn Mofurun med sig overalt, til hun møder Riko. Efter at hun og Riko bliver Pretty Cure, starter hun på Skolen for magi. Da de har bestået deres eksamen, vender hun tilbage til sin egen verden sammen med Riko. Hendes familie driver en smykkeforretning. Efter at Deusmasts død kommer hun på universitetet.

Som Cure Miracle introducerer hun sig selv som "To personers mirakel! Cure Miracle!" (ふたりの奇跡!キュアミラクル! Futari no Kiseki! Kyua Mirakuru!) og repræsenterer mirakler.
- Riko (リコ Riko) / Riko Izayoi (十六夜 リコ Izayoi Riko) / Cure Magical (キュアマジカル Kyua Majikaru) - En mystisk 13-årig fra Den magiske verden der går på Skolen for magi (魔法学校 Mahou Gakkou). Selvom hun er god til at studere, og ofte tror at hendes beregninger er rigtige, er hun ikke så god til at bruge magi på egen hånd og har ofte svært ved at flyve på sin kost. Efter at hendes verden bliver angrebet af De Mørke Magikere, beslutter hun sig for at lede efter Linkle Stone Emerald, blot for at møde Mirai for første gang. Hun fik Diamond Linkle Stone af sin storesøster Rizu, som hun ønsker at overgå som en berømt magiker. Efter at have bestået sin eksamen får hun lov at følge med Mirai til Verdenen uden magi, da hun finder ud af, at der er andre Linkle Stones gemt der. Her flytter hun ind hos Mirai og begynder på dennes skole, Tsunagi Første Mellemskole (津成木第一中学校 Tsunagi Daiichi Chuugakkou). Efter Deusmasts død bliver hun i Den magiske verden og bliver lærer på Skolen for magi, men hun bliver senere genforenet med Mirai og Kotoha.

Som Cure Magical introducerer hun sig selv som "To personers magi! Cure Magical!" (ふたりの魔法!キュアマジカル! Futari no Mahou! Kyua Majikaru!) og repræsenterer magi.
- Ha-chan (はーちゃん Haa-chan) / Kotoha Hanami (花海 ことは Hanami Kotoha) / Cure Felice (キュアフェリーチェ Kyua Feriiche)[4] - Til at begynde med en mystisk babyfe ved navn Ha-chan der bor i Linkle Smarthon. Hendes navn betyder blad. Som tiden går bliver hun hurtigt ældre og begynder at tale. Ved at spise mad, der kommer af bruge Linkle Stones med Linkle Smarthon, kan hun forvandle sig til forskellige former med hver deres evner. Da Spalda møder Ha-chan første gang, tror hun at hun måske er relateret til Linkle Stones, især Emerald Linkle Stone. Senere forsvinder hun sammen med Kushi efter en kamp, men siden vender hun tilbage som pigen Kotoha Hanami og redder Mirai og Riko som Cure Felice. Efter at de bliver klar over hvem hun er og bliver genforenede, får hun lov at bo hos Mirais familie ligesom Riko. Senere afslører Orba, at hendes kræfter er arvet fra Moder RaPaPa.

Som Cure Felice introducerer hun sig selv som "Velsignelse til alle levende ting! Cure Felice!" (あまねく生命に祝福を!キュアフェリーチェ! Amaneku Inochi ni Shukufuku o! Kyua Feriiche!) og repræsenterer glæde.
- Mofurun (モフルン Mofurun) / Cure Mofurun (キュアモフルン Kyua Mofurun) - En teddybjørn Mirai fik af sin bedstemor, efter hun blev født, og som hun behandler som en kær ven. Efter at Mirai og Riko forvandlede sig til Pretty Cure for første gang, kom hun til live og fungerer efterfølgende som pigernes forvandlingsgenstand. Mofurun kan mærke når der er Linkle Stones og afslutter ofte sine sætninger med "mofu". I filmen Maho Girls PreCure! the Movie: The Miraculous Transformation! Cure Mofurun! bliver hun forvandlet til en Pretty Cure ved navn Cure Mofurun ennem kraften fra Linkle Stone Mofurun og senere Linkle Stone Heartful. I denne form kan hun kæmpe sammen de andre Pretty Cure og med tilsvarende stilarter fra forskellige Linkle Stones. Cure Mofurun kan også hidkalde Regnbuekareten og frigøre Heartlock Styles til brug for hendes og de andres afsluttende angreb, Heartful Rainbow.

Som Cure Mofurun introducerer hun sig selv som "Blød Mofurun! Cure Mofurun!" (モフモフモフルン!キュアモフルン! Mofumofu Mofurun! Kyua Mofurun!) og repræsenterer ønsker.

### Skolen for magi
- Rektor (校長 Kouchou) - Rektoren på Skolen for magi, der er den største magiker i Den magiske verden. Da han så Mirai og Riko forvandle sig til Pretty Cure, foreslog han, at Mirai skulle gå på Skolen for magi for at forbedre sine evner. Han mødte Kanoko, da hun var ung, og reddede hendes kat. Senere kæmper han mod Dokuroxys i dennes skjulested men bliver gjort gammel af Dokuroxys mørke magi. Efter Dokuroxys nederlag får han sin normale form tilbage med Magic Crystal.
- Inspektør (教頭 Kyoutou) - Inspektøren på Skolen for magi.
- Cathy (キャシー Kyashii) / Magic Crystal (魔法の水晶 Mahou no Suishou) - En mystisk kvinde der kommunikerer med rektoren gennem en krystalkugle. Hun er meget lunefuld, da hun altid bliver misforstået af rektoren. Hun bliver også gjort gammel, da rektoren og Dokuroxy kæmper, men får ligeledes sin normale form tilbage efter Dokuroxys nederlag.
- Issac (アイザック Aizakku) - En noget glemsom lærer der giver ekstraundervisning.
- Liz (リズ Rizu) - Rikos storesøster, der er en lærer under uddannelse,[5] og som ejede Diamond Linkle Stone, før hun gav den til Riko. Hun er dygtig til både studier og magi og benyttes ofte som underviser.
- Jun (ジュン) - En blåhåret elev med en drengeagtig personlig og som ofte pjækker.
- Emily (エミリー Emirii) - En blond elev der nemt bliver skræmt, og som må tage ekstraundervisning, fordi hun er for bange for at flyve på sin kost højt oppe i luften med de andre elever.
- Kei (ケイ) - En orangehåret elev der har for vane at komme for sent i skole og at miste sine ting til eksamener.

### De Mørke Magikere
De Mørke Magikere (闇の魔法つかい Yami no Mahoutsukai) er skurkene i den første halvdel af serien. Deres mål er at få fat på Linkle Stone Emerald, så deres leder kan dominere både Den magiske og den ikke-magiske verden. De vil også have fat i Linkle Smarthon efter at have opdaget Ha-chans kræfter. Alle magikerne i denne gruppe udover lederen Dokuroxy er dyr, der har fået en menneskelig form og evnen til at kontrollere mørk magi. De skaber monstre kaldet yokubal ved at fusionere to eller flere ting.
- Dokuroxy (ドクロクシー Dokurokushii) / Kushi (クシィ Kushii) Lederen af De mørke magikere. En magtbegærligt skeletmagiker med stor magisk styrke men med en skrantende helbred der holder ham til sin trone det meste af tiden. Han taler og bevæger sig sjældent, og det er kun Yamoh, der er i stand til at fortolke ordrene i hans bevægelser. Han vil have fat i Linkle Stone Emerald for at kunne dominere verdenen. Han var tidligere lærer på Skolen for magi som Kushi og en nær ven af rektoren. Kushi forsøgte at studere magi for at afværgre en stor ulykke, men da han ikke kunne finde de svar han søgte, vendte han sig mod mørk magi. Dette ødelagde imidlertid hans krop og forvandlede ham til et skelet, der blev stærkt optaget af Linkle Stone Emerald.

Da han får fat i Linkle Stone Emerald og Smarthon, absorberer han deres kræfter til at forvandle sig til et kæmpe dæmonisk skelet og kæmpe mod Pretty Cure. Yamoh beder ham om også at bliver absorberet for at styrke ham, men det er ikke nok til at overvinde Pretty Cure. I stedet bliver han besejret, hans ben splittet ad og Kushis ånd frigjort. Hans efterladte rester gør det imidlertid muligt for Yamoh at skabe en endnu stærkere yokubal.
Som skelet er han hovedsageligt passiv, men hans handlinger minder nogle gange om sin fortidige venlighed. Han giver dyrene magi, så de selv kan blive magtfulde magikere. Ham gemmer også et billede af ham og rektoren i den bog om mørk magi han skrev. Endelig vender han tilbage til den statue Yamoh laver af ham for endnu at hjælpe sine underordnede i kamp, før han forsvinder for altid.
- Yamoh (ヤモー Yamoo) - En excentrisk, menneskelignende gekko, der fungerer som Dokuroxys sekretær og næstkommanderende, og som kan spå. Han er leder af generalerne under ordre fra Dokuroxy, hvis bevægelser han er i stand til at fortolke. Han bekymrer sig meget om Dokuroxys helbred og ønsker helst, at hans herre vil opnå sine mål.

Han bliver absorberet af Dokuroxy i dennes endelige kamp mod Pretty Cure men mister sin hale før det. Efterfølgende bruger Labut resterne af halen til at genoplive Yamoh med et lidt ændret udseende. Han er forfærdet over Dokuroxys nederlag og bruger hans knogler til at skabe stærkere yokubaler og få hævn. Han laver også en statue af Dokuoxy og fortæller dem om sine fremskridt. Han bruger Dokuroxys sidste ben til at gøre sig selv til en yokubal for at fange Kotoha og dermed Linkle Stone Emerald. Men han bliver besejret og bliver en almindelig gekko igen. Selv i denne form søger han dog stadig selskab hos statuen. Senere kombinerer Batty ham med Spalda og Gamets til en yokubal for at besejre Orbas don-yokubal. Bagefter drager han væk sammen med Batty, stadig som et dyr.
Til sidst får han sin menneskelige form tilbage af kærlighed til sin herre, da denne tilsyneladende vender tilbage. Det viser sig at Dokuroxys sidste ben var en dårlig tand, som Yamoh trak ud for længe siden. Ånden der var tilbage i tanden bliver genoplivet som en skabning, der elsker søde sager, og som ligner den statue, som Yamoh lavede. Chikurun hjælper Yamoh ved at give ham honning for at holde denne udgave af Dokuroxy glad.
Yamohs navn kommer af det japanske ord for gekko (ヤモリ yamori).
- Generaler - Magikere med udseende mindende om dyr der fungerer som Dokuroxys håndlangere under ledelse af Yamoh. De bruger deres mørke magi på en hvilken som helst ting til at skabe en yokubal med deres stokke med dødningehoveder og har til opgave at få fat på Linkle Stone Emerald. De minder hver især om et dyr, som de også bliver forvandlet til, når de bliver renset af Pretty Cure. Senere bliver de imidlertid genskabt af Orba med hjælp fra Kushis bog. Spalda og Gamets forråder imidlertid Orba ved at tage bogen men bliver som straf forvandlet tilbage til dyr. Batty hjælper dog Pretty Cure, og efter Orbas død tager De Mørke Magikere væk.
  - Batty (バッティ Batti) - En høflig menneskelignende flagermus, der går klædt som en vampyr med en lang kappe, der gør det muligt for ham at flyve. Han synes at Yamoh virker mistænkelig og anklager ham for at opfinde ordrer. Da Dokuroxy endelig taler til Batty og gør ham stærkere bliver han meget loyal overfor Dokuroxy. Men da han ikke kan beskytte sin herre bliver han nedtrykt og ser sig som en fiasko. Batty er opmærksom på deres kammerater, og da de bliver besejrede og får deres form som dyr igen, bringer ham dem tilbage til deres lejr. Spalda og Gamets låner ham som dyr deres tryllestave, så han kan forvandle sig til et magtfuldt monster. Han bliver dog besejret af Pretty Cure men beholder sin menneskelige form. Da han prøver at få fat på Linkle Stone Emerald, frarøver dens kræfter ham imidlertid hans egen magi, så han bliver forvandlet til en almindelig flagermus.

Senere finder Spalda ham or Gamets, så Orba kan giver dem deres menneskelige former tilbage. Men den nedtrykte Batty vil ikke kæmpe længere. Da Orba gør nar af mørk magi liver han imidlertid op og kombinerer sine kammerater til en yokubal for at besejre Orbas don-yokubal. Bagefter drager han væk med sine kammerater. Efter Deusmast død bliver han elev på Skolen for magi.
- Spalda (スパルダ Suparuda) - En kynisk, taktisk menneskelignende edderkop, der kan bruge sit spind i kamp og til at få fat i ting med. Hun er meget direkte og har en noget ubehøvlet personlighed. Hun elsker mørk magi og er den, der mest med på Dokuroxys ide om en verden domineret af det. Spalda eksperimenter med magi, til tider med levende væsener, og er en pioner indenfor det at fusionere sig selv til en yokubal. Men selvom hun er en taktiker, så er hendes beslutninger dumdristige, og fusionen til en yokubal båder sårer hende og viser sig svær at styre. Pretty Cure besejrer hende i denne form, og hun bliver forvandlet til en almindelig edderkop, der bliver hentet hjem af Batty.

Senere vil Orba lære mere om mørk magi, så han giver hende hendes menneskelige form tilbage. Hun optræder tilsyneladende som hans loyale tjener, men det viser sig at være et komplot for at få genskabt hendes kammerater og stjæle Dokuroxys bog fra Orba. Orba forvandler hende tilbage til en almindelig edderkop, men hun bliver del af den fusionerede yokubal, der besejrer Orbas don-yokubal. Bagefter drager hun væk med Batty og de andre.
- Gamets (ガメッツ Gamettsu) - En menneskelignende skildpadde og en stærk soldat, der opfatter sig selv som en magisk kriger i stedet for som magiker. Han klæder sig som en romersk legionær og ser kampe som udfordringer, der kan bekræfte hans styrke. Han stjæler Linkle Stone Garnet og bruger hemmelig magi til at gøre sig meget høj og mere adræt. I denne form udfordrer han Pretty cure til at kæmpe mod sig på en fjern ø. Han bliver besejret men er tilfreds fordi han gjorde sit bedste og mødte sin overmand. Han bliver så forvandlet til en almindelig skildpadde.

Efter at han bliver genoplivet af Orba, ægger Spalda Gamets til at kæmpe mod Pretty Cure på ny, da det er kommet en tredje Pretty Cure, som han ikke har kæmpet mod endnu. Da Orba imidlertid afbryder hans kamp mod Cure Felice, bliver han sur på Orba og forsøger at kæmpe mod ham sammen med Spalda. Han bliver forvandlet tilbage til en skildpadde og bliver en del af den fusionere yokubal,  der besejrer Orbas don-yokubal. Bagefter drager han væk sammen med Batty og de andre.
- Yokubal (ヨクバール Yokubaaru) - Monstre der oprindeligt bliver skabt af generalerne med mørk magi ved at fusionere to objekter ved hjælp af stokke med dødningehoveder. Senere bruger Yamoh Dokuroxys en af Dokuroxys knogler til at skabe en stærkere yokubal. Senere igen skaber Endeløst kaos' generaler en ny type yokubal kaldet Don Yokubal med et rundt ansigt. Navnet yokubal af afledt af det japanske ord for begærlighed (欲張る yokubaru), mens Don Yokubal (貪欲) betyder grådighed.

### Endeløst kaos
I kølvandet på De mørke magikeres nederlag midt i serien tager Deusmast, lederen af Endeløst kaos (終わりなき混沌 Owarinaki Konton), over. Endeløst kaos er en organisation af gudelignende væsener, der råder over en kraft kaldet mugi (ムホウ Muhou). Deres formål er at forbedre verdenen til ankomsten af deres leder, der vil skabe endeløst kaos. Senere kommer det frem, at skabelsen af De mørke magikere førte til genoplivelsen af Endeløst kaos.
- Deusmast (デウスマスト Deusumasuto) - Den primære skurk i den sidste del af serien. En ond gudelignende skabning der vil sprede kaos i verdenen og opsluge planeterne. Deusmast blev skabt ved en fusion af de fire guddommelige medlemmer af Endeløst kaos, der hver hersker over mugi. Han blev forseglet af Moder RaPaPa i Solen, men De mørke magikeres handlinger gjorde det muligt for ham at legemliggøre Endeløst kaos som tjenere, der skal forberede Jorden til hans tilbagevenden. Da han slipper fusionerer han Den magiske og Den ikke-magiske verden og genskaber Endeløst kaos. Han konfronterer Pretty Cure i en afsluttende kamp, men de besejrer ham med Extreme Rainbow, så Den magiske og Den ikke-magiske verden bliver adskilt.
- Labut (ラブー Rabuu) - En udspekuleret ånd der blev forseglet i en lampe men vækket efter Dokuroxys nederlag. Han genopliver Yamoh af nysgerrighed og støtter ham, så Yamoh vil bekæmpe Pretty Cure for ham. Efter at det mislykkes for Yamoh, begynder han sig at hidkalde don-yokubal, selvom han egentlig hellere bare vil nyde livet og slappe af. Han kan vende rundt på virkeligheden ved at knipse med fingrene. Det får ham til at se sig selv som mere end magikere, der må studere for at opnå magi, hvor hans mugi er medfødt.

For at bevise sin styrke sender han Pretty Cure ind i en anden dimension, hvor han viser sin sande gudelignende form og adskiller dem fra hinanden. Efter at Mirai redder sine venner, besejrer de ham med en nyfunden kraft, hvorefter han eksistens forsvinder.
- Shakince (シャーキンス Shaakinsu) - En stille, seriøs tengu-lignende mand, der går klædt i traditionelt japansk tøj, og som taler som en soldat. Han beordrer Chikurun til at stjæle Linkle Stones til sig. Han gør så sig selv større og sluger Linkle Stones, men Chikurun genvinder dem. Han sårer Chikurun, men Pretty Cures følelser for Chikurun gør det muligt for dem at overvinde Shakince og besejre ham med Extreme Rainbow. Senere bliver han genskabt af Deusmast men bliver besejret, da Pretty Cure besejrer Deusmast.
- Benigio (ベニーギョ Beniigyo) - En arrogant djævlelignende kvinde der kan teleporterer sig selv med lynets kraft. Hendes sprog minder om en gyaru. Hun bærer rustning på arme og ben og er omringet af en rød, tornetakket glorie. Hun er den eneste, der er tilbage, efter at hendes kammerater bliver ved med at tabe til Pretty Cure. Under den sidste kamp bruger hun sine kammeraters kræfter til at påtage sig sin dæmoniske form i kampen mod Pretty Cure. Hun bliver næsten besejret, men Deusmast blander sig, og hun bliver genforenet med sin herre. Hun bliver imidlertid besejret, da Pretty Cure besejrer Deusmast.
- Orba (オルーバ Oruuba) - En venlig, nobel og vis mand der dog opfører sig køligt, når han er på en mission. Han studerer sine fjender, før han angriber dem. Han manipulerer Chikurun til at arbejde for sig. Han stjæler Dokuroxys bog og bruger den til at genskabe generalerne for at kunne studere mørk magi. Han konfronterer Pretty Cure men bliver forrådt af Spalda, der forsøger at stjæle bogen, efter at han begyndte at gøre nar af mørk magi og hendes gamle herre. Han påtager sig sin djævlelignende form for at forvandle Spalda og Gamets tilbage til deres form som dyr for deres forræderi. Pretty Cure besejrer ham med Extreme Rainbow, men det lykkes alligevel for ham at genoplive Endeløst kaos' folk rundt om i verdenen med Dokuroxys bog. Senere bliver han genskabt af Deusmast men bliver besejret, da Pretty Cure besejrer Deusmast.
- Chikurun (チクルン Chikurun) - En bi-fe fra felandsbyen. Han får ordre af Orba til at spionere mod Pretty Cure og bliver interesseret i Mofurun. Da han stjæler Linkle Stone, bliver han afsløret som spion, men han genvinder dem fra Shakince. Pretty Cure og Mofurun tilgiver ham, og han vælger at blive i sit hjemland. Senere forsyner han Yamoh med honning for at holde Dokuroxys ånd glad.

### Andre
- Kanoko Yuki (結希かの子 Yuuki Kanoko) - Mirais bedstemor der gav hende Mofurun efter hun blev født. Hun er meget kærende og tror altid på Mirais historier om magikere. Da hun var ung, mødte hun rektoren, der reddede hendes kat.
- Kyoko Asahina (朝日奈今日子 Asahina Kyouko) - Mirais mor.
- Daikichi Asahina (朝日奈大吉 Asahina Daikichi) - Mirais far der laver forbrugerelektronik.
- François (フランソワ Furansowa) - En troldmand der sælger uniformer.
- Gustav (グスタフ Gusutafu) - En troldmand der sælger magiske koste.
- Todd (トッド Toddo) - En troldmand der sælger frugt og grønt.
- Hook (フック Fukku) - En ældre troldmand der kan lide at sprede rygter.
- Loretta (ロレッタ Roretta) - En lærer i havfruebyen.
- Dorothy (ドロシー Doroshii), Nancy (ナンシー Nanshii) og Cissy (シシー Shishii) - Indbyggere i havfruebyen. Efter Deusmast død bliver de elever på Skolen for magi.
- Kana Katsuki (勝木かな Katsuki Kana), Mayumi Nagase (長瀬まゆみ Nagase Mayumi), Souta Ono (大野壮太 Oono Souta) og Yuto Namiki (並木ゆうと Namiki Yuuto) - Mirai og Rikos venner og klassekammerater.
- Takagi (高木 Takagi) - Mirai og Rikos klasselærer.
- Lien (リアン Rian) - En berømt arkæolog i Den magiske verden og Rikos far.
- Lilia (リリア Riria) - En berømt madlavningsekspert i Den magiske verden og Rikos mor.
- Dronning (女王 Joou) - Den nuværende dronning af Felandsbyen.
- Den legendariske dronning (レジェンド女王 Rejendo Joou) - Den tidligere dronning af Felandsbyen.
- Moder Rapapa (マザー・ラパーパ Mazaa Rapaapa) - Jordens beskytter der forseglede Deusmast og hans folk, før hun mistede sin kræfter og derved skabte både Den magiske verden og Den ikke-magiske verden. Hendes kræfter bliver arvet af Kotoha.

### Filmfigurer
- Kumata (クマタ Kumata) - En sort bjørn der vil hjælpe folk, men som flygter, fordi de er bange for ham. Det giver ham en hævntørst mod folk, og han bliver hjernevasket af Dark Matter. Han fanger Mofurun men hun undslipper. Han påtager sig så en ung bjørns form for at manipulere hende, indtil han afslører sig selv. Han angriber Pretty Cure men Mofurun lader ham besejrer hende for at vække ham. Dark Matter forlader hans krop, og han hjælper Pretty Cure med at bekæmpe ham. Efter Dark Matters død byder han alle farvel og bliver i bjørnebyen.
- Dark Matter (ダークマター Daaku Mataa) - Filmens skurk som er en ond skabning, der hjernevasker Kumata. Da Kumata slår Mofurun bliver Dark Matter imidlertid tvunget til at afsløre sin sande form. Pretty Cure besejrer ham imidlertid med Kumatas hjælp.
- Shadow Matter (シャドウマター Shadou Mataa) - Dark Matter/Kumatas magiske kræfter bliver til en gigantisk skygge, da han indser, hvad har har gjort ved Mofurun. Skyggen skaber magiske cirkler overalt i Den magiske verden med lyn der annullerer magi og forvandler folk til stenstatuer. Da pigerne med hjælp fra alles Miracle Light genopliver Mofurun og bliver Pretty Cure igen, går skyggen over til at angribe dem i stedet. De bryder ind i den gigantiske skygge og finder en ond, magisk udgave af Dark Matter, Shadow Matter, indeni. Efter en hård kamp hvor Pretty Cure bruger alle deres forvandlinger, bruger de Mofuruns nye Heartful Linkle Stone til at udføre Heartful Rainbow og besejre den.
- Skygger (カゲ Kage) - Dark Matters magiske hjælpere som han hidkalder, da han angriber Grand Magic Festival, og igen da Mofurun stikker af fra hans lejr.
- Flare Dragon (フレアドラゴン Furea Doragon) / Shadow Dragon (カゲドラゴン Kage Doragon) - En drage der udfører tricks ved Grand Magic Festival. Kotoha kan kommunikere med den og sammen laver de en indkugle og forvandler det til fyrværkeri. Da Dark Matter forstyrrer festivallen og tager både Wishing Stone og Mofurun, forvandler han også Flare Dragon til Shadow Dragon og flyver væk på den. Da pigerne senere leder Mofurun, dukker Shadow Dragon op igen og angriber dem. Kotoha forvandler sig til Cure Felice og distraherer den, mens de andre fortsætter til Dark Matters lejr. Da Cure Mofurun kæmper mod en ophidset Dark Matter, mens Mirai befrier Riko, vender Cure Felice tilbage med Flare Dragon. De andre er overraskede over at se den, men Cure Felice forklarer hvordan hun opdagede, at Shadow Dragon faktisk var Flare Dragon, der var besat af Dark Matters skygger. Hun brugte Pink Tourmaline til at få den fri af skyggerne med. Bagefter hjælper Flare Dragon Pretty Cure med at slippe væk fra Dark Matters lejr. Senere hjælper den dem med at bryde ind i den gigantiske skygge for at bekæmpe dens Pure Shadow Matter indeni.
- Bjørne (森のくま Mori no Kuma) - Bjørne der lever i skoven. Mofurun møder dem, da hun stikker af fra Dark Matters lejr, og bliver hurtigt gode venner med dem. Da Kumata dukker op, flygter og skjuler de sig alle sammen, fordi de er bange for hans magiske kræfter. Mofurun er den eneste, der ikke er bange for magi. Da alle ønsker at Mofurun vil komme tilbage i live og råber "Cure Up・RaPaPa!", stemmer bjørnene i med "Kumappu・KuMaMa!". Til sidst bliver Kumata accepteret som en af deres.

## Anime
Seriens titel, Maho Girls PreCure!, blev afsløret første gang ved registrering som varemærke 19. oktober 2015 og annonceret officielt 26. november 2015. Serien blev sendt på alle ANN's tv-stationer fra 7. februar 2016 til 29. januar 2017. 
I afsnit 1-21 er introsangen er "Dokkin♢Mahou Tsukai PreCure!" (Dokkin♢魔法つかいプリキュア! Exciting Maho Girls PreCure!) komponeret af Aiko Okumura og udført af Rie Kitagawa, mens slutsangen er "Cure Up￪ Ra♡Pa☆Pa!~ Hohoemi ni Naru Mahou ~" (CURE UP↑RA♡PA☆PA!〜ほほえみになる魔法〜 Cure Up↑ Ra♡Pa☆Pa! ~Magic to Make You Smile~) komponeret Akifumi Tada og udført af Rie Takahashi og Yui Horie. Fra afsnit 22 er introsangen "Dokkin♢Mahoutsukai PreCure! Part 2" (Dokkin♢魔法つかいプリキュア! Part 2 Exciting Maho Girls PreCure! Part 2) af Rie Kitagawa, mens slutsangen er "Mahou Ara Doomo!" (魔法アラ・ドーモ! Magic Âla・Thanks) af Rie Takahashi, Yui Horie og Saori Hayami. Musikken i øvrigt er komponeret af Hiroshi Takaki, der også har komponeret musik til tre foregående serier, DokiDoki! PreCure,  HappinessCharge PreCure! og Go! Princess PreCure.
En single med de første intro- og slutsange blev udgivet af Marvelous 2. marts 2016. Det første soundtrack for serien, Precure♡Miracle☆Sound!!, blev udgivet 25. maj 2016, mens det første vocal album, Linkle☆Melodies, blev det 13. juli 2016. En single med den anden intro- og slutsang blev udgivet 10. august 2016. Det andet soundtrack, Precure☆Magical♡Sound!!, blev udgivet 23. november 2016.
Mens serien blev sendt, blev der udsendt merchandise til den af Bandai, inklusive ure, tasker, forvandlingsgenstande og mere. Maho Girls PreCure! indgår desuden på en del af det officielle merchandise til Sommer-OL 2020 i Tokyo på linje med kendte animeserier som One Piece, Dragon Ball, Naruto og Sailor Moon.
På en plakat ved AnimeJapan 2016 var seriens navn angivet på engelsk som Witchy Pretty Cure men uden nærmere detaljer.

### Stemmer
- Rie Takahashi - Mirai Asahina / Cure Miracle[9]
- Yui Horie - Riko / Cure Magical[9]
- Ayaka Saitou - Mofurun[9]
- Kouji Yusa - Batty
- Yuu Kobayashi - Spalda
- Jouji Nakata - Gamets
- Takahiro Shimada - Yokubal
- Kotoe Taichi - Kanako Yuki
- Yuuko Katou - Kyoko Asahina
- Tsuyoshi Aoki - Daikichi Asahina
- Saori Hayami - Ha-chan / Cure Felice[10]
- Yasuhiro Takato - Yamoh
- Yuuya Uchida - Rektor
- Yoshino Ohtori - Inspektør
- Satomi Arai - Magic Crystal
- Yoshinori Fujita - François (afsnit 3 til 28)
- Masafumi Kimura - Gustav
- Yuuto Suzuki - Todd
- Mitsuo Senda - Hook
- Toshiharu Sakurai - Isaac
- Aki Kanada - Jun
- Chinami Hashimoto - Emily
- Maya Yoshioka - Kei
- Kaori Nazuka - Liz
- Ayako Kawasumi - Loretta
- Keiko Kobayashi - Dorothy
- Miharu Sawada - Nancy
- Naomi Oozora - Cissy
- Mika Kikuchi - Kana Katsuki
- Konomi Tada - Mayumi Nagase
- Kouji Takahashi - Souta Ono
- Ayaka Asai - Yuto Namiki
- Kento Fujinuma - Takagi
- Yousuke Akimoto - Dokuroxy
- Naoki Tatsuta - Labut
- Masato Obara - Lien
- Daisuke Namikawa - Kumata, Dark Matter, Shadow Matter
- Shōta Yamamoto - Flare Dragon / Shadow Dragon
- Shou Hayami - Shakince
- Kikuko Inoue - Benigio
- Noriaki Sugiyama - Orba
- NEEKO - Chikurun
- Makoto Ishii - François (fra afsnit 38)
- Junko Iwao - Lilia
- Yuriko Yamamoto - Dronning
- Yoshiko Oota - Den legendariske dronning

## Film
Maho Girls PreCure! medvirker i den ottende Pretty Cure All Stars-film, Pretty Cure All Stars: Singing with Everyone♪ Miraculous Magic!, der havde premiere 19. marts 2016. En film baseret på selve serien med titlen Maho Girls PreCure! the Movie: The Miraculous Transformation! Cure Mofurun! (映画 魔法つかいプリキュア！ 奇跡の変身！キュアモフルン！ Eiga Mahoutsukai Purikyua!: Kiseki no Henshin! Kyua Mofurun!) havde premiere 29. oktober 2016. Filmen bliver suppleret af en CG-animeret kortfilm med titlen Cure Miracle and Mofurun's Magic Lesson! (キュアミラクルとモフルンの魔法レッスン！ Kyua Mirakuru to Mofurun no Mahou Ressun!)

## Manga
Ligesom de foregående serier i franchiset bliver også denne omsat til manga af Futago Kamikita. Mangaserien begyndte i Kodanshas magasin Nakayoshi 3. februar 2016.